# Campeonato Europeu de Atletismo em Pista Coberta de 2023 - 60 m feminino
A prova dos 60 metros feminino do Campeonato Europeu de Atletismo em Pista Coberta de 2023 foi disputada no dia 3 de março de 2023 na Ataköy Athletics Arena, em Istambul, na Turquia.

## Recordes
Antes desta competição, os recordes mundiais e do campeonato nesta prova eram os seguintes:
|                       | Nome            | Nacionalidade | Tempo | Local | Data                                           |
| --------------------- | --------------- | ------------- | ----- | ----- | ---------------------------------------------- |
| Recorde mundial       | Irina Privalova | Rússia        | 6s 92 | Madri | 11 de fevereiro de 1993 9 de fevereiro de 1995 |
| Recorde europeu       | Irina Privalova | Rússia        | 6s 92 | Madri | 11 de fevereiro de 1993 9 de fevereiro de 1995 |
| Recorde do campeonato | Nelli Cooman    | Países Baixos | 7s 00 | Madri | 23 de fevereiro de 1986                        |

Os seguintes recordes foram estabelecidos durante esta competição:
| Data       | Evento | Atletas           | Nacionalidade | Tempo | Notas |
| ---------- | ------ | ----------------- | ------------- | ----- | ----- |
| 3 de março | Final  | Mujinga Kambundji | Suíça         | 7s 00 | =     |

## Medalhistas
| Ouro                    | Prata             | Bronze             |
| Mujinga Kambundji (SUI) | Ewa Swoboda (POL) | Daryll Neita (GBR) |

## Cronograma
Todos os horários são locais (UTC +3).
| Data       | Hora  | Evento    |
| ---------- | ----- | --------- |
| 3 de março | 12:05 | Bateria   |
| 3 de março | 19:05 | Semifinal |
| 3 de março | 21:45 | Final     |

## Resultados

### Bateria
Qualificação: 4 atletas de cada bateria (Q) mais os 4 melhores qualificados (q).
| Posição | Bateria | Atleta                        | Nacionalidade | Tempo | Notas                |
| ------- | ------- | ----------------------------- | ------------- | ----- | -------------------- |
| 1       | 1       | Ewa Swoboda                   | Polónia       | 7.11  | Q                    |
| 2       | 2       | Daryll Neita                  | Grã-Bretanha  | 7.14  | Q                    |
| 3       | 4       | Mujinga Kambundji             | Suíça         | 7.18  | Q                    |
| 4       | 1       | Rani Rosius                   | Bélgica       | 7.22  | Q                    |
| 5       | 4       | Delphine Nkansa               | Bélgica       | 7.22  | Q                    |
| 6       | 5       | Arialis Martinez              | Portugal      | 7.24  | Q                    |
| 7       | 2       | Alexandra Burghardt           | Alemanha      | 7.24  | Q                    |
| 8       | 1       | Polyniki Emmanouilidou        | Grécia        | 7.26  | Q,                   |
| 9       | 3       | Patrizia van der Weken        | Luxemburgo    | 7.26  | Q, =                 |
| 10      | 5       | Melissa Gutschmidt            | Suíça         | 7.27  | Q                    |
| 11      | 3       | Jaël Bestué                   | Espanha       | 7.30  | Q                    |
| 12      | 4       | Rosalina Santos               | Portugal      | 7.30  | Q                    |
| 13      | 1       | Sarah Atcho                   | Suíça         | 7.30  | Q                    |
| 14      | 3       | Õilme Võro                    | Estónia       | 7.31  | Q,                   |
| 15      | 5       | Lisa Mayer                    | Alemanha      | 7.31  | Q                    |
| 16      | 2       | Olivia Fotopoulou             | Chipre        | 7.32  | Q                    |
| 17      | 2       | Lorène Dorcas Bazolo          | Portugal      | 7.32  | Q                    |
| 18      | 3       | Magdalena Stefanowicz         | Polónia       | 7.32  | Q                    |
| 19      | 1       | Julia Henriksson              | Suécia        | 7.33  | q                    |
| 20      | 4       | Irene Siragusa                | Itália        | 7.35  | Q                    |
| 21      | 1       | Anna Bongiorni                | Itália        | 7.36  | q                    |
| 22      | 5       | Asha Philip                   | Grã-Bretanha  | 7.36  | Q                    |
| 23      | 3       | N'Ketia Seedo                 | Países Baixos | 7.37  | q                    |
| 24      | 2       | Martyna Kotwiła               | Polónia       | 7.38  | q                    |
| 25      | 5       | Gloria Hooper                 | Itália        | 7.39  |                      |
| 26      | 4       | Joan Healy                    | Irlanda       | 7.41  |                      |
| 27      | 5       | Milana Tirnanić               | Sérvia        | 7.42  |                      |
| 28      | 5       | Boglárka Takács               | Hungria       | 7.42  |                      |
| 29      | 2       | Rafalia Spanoudaki-Chatziriga | Grécia        | 7.43  |                      |
| 30      | 4       | Magdalena Lindner             | Áustria       | 7.44  |                      |
| 31      | 3       | Jusztina Csóti                | Hungria       | 7.45  |                      |
| 32      | 2       | Viktória Forster              | Eslováquia    | 7.51  |                      |
| 33      | 1       | Anna Pursiainen               | Finlândia     | 7.52  |                      |
| 34      | 4       | Guðbjörg Jóna Bjarnadóttir    | Islândia      | 7.56  |                      |
| 35      | 3       | Alessandra Gasparelli         | San Marino    | 7.63  |                      |
| 36      | 5       | Carla Scicluna                | Malta         | 7.72  | Recorde da temporada |
| 37      | 3       | Charlotte Afriat              | Mónaco        | 8.13  |                      |

### Semifinal
Qualificação: 2 atletas de cada bateria (Q) mais os 2 melhores qualificados (q).
| Posição | Bateria | Atleta                 | Nacionalidade | Tempo | Notas |
| ------- | ------- | ---------------------- | ------------- | ----- | ----- |
| 1       | 3       | Mujinga Kambundji      | Suíça         | 7.05  | Q     |
| 2       | 2       | Daryll Neita           | Grã-Bretanha  | 7.07  | Q     |
| 3       | 1       | Ewa Swoboda            | Polónia       | 7.10  | Q     |
| 4       | 1       | Rani Rosius            | Bélgica       | 7.16  | Q,    |
| 5       | 3       | Delphine Nkansa        | Bélgica       | 7.22  | Q     |
| 6       | 2       | Alexandra Burghardt    | Alemanha      | 7.23  | Q     |
| 7       | 3       | Jaël Bestué            | Espanha       | 7.23  | q     |
| 8       | 3       | Arialis Martinez       | Portugal      | 7.24  | q     |
| 9       | 2       | Sarah Atcho            | Suíça         | 7.26  |       |
| 10      | 2       | Patrizia van der Weken | Luxemburgo    | 7.27  |       |
| 10      | 3       | Lisa Mayer             | Alemanha      | 7.27  |       |
| 12      | 1       | Õilme Võro             | Estónia       | 7.29  | =     |
| 13      | 1       | Melissa Gutschmidt     | Suíça         | 7.30  |       |
| 14      | 2       | N'Ketia Seedo          | Países Baixos | 7.32  |       |
| 15      | 3       | Magdalena Stefanowicz  | Polónia       | 7.32  |       |
| 16      | 2       | Martyna Kotwiła        | Polónia       | 7.33  |       |
| 17      | 2       | Lorène Dorcas Bazolo   | Portugal      | 7.34  |       |
| 18      | 2       | Polyniki Emmanouilidou | Grécia        | 7.34  |       |
| 19      | 3       | Julia Henriksson       | Suécia        | 7.34  |       |
| 20      | 1       | Rosalina Santos        | Portugal      | 7.35  |       |
| 21      | 1       | Asha Philip            | Grã-Bretanha  | 7.35  |       |
| 22      | 1       | Olivia Fotopoulou      | Chipre        | 7.36  |       |
| 23      | 1       | Irene Siragusa         | Itália        | 7.39  |       |
| 24      | 3       | Anna Bongiorni         | Itália        | 7.39  |       |

### Final
A final aconteceu às 21:45 no dia 3 de março de 2023.
| Posição           | Raia | Atleta              | Nacionalidade | Tempo | Notas           |
| ----------------- | ---- | ------------------- | ------------- | ----- | --------------- |
| Medalha de ouro   | 4    | Mujinga Kambundji   | Suíça         | 7.00  | =               |
| Medalha de prata  | 6    | Ewa Swoboda         | Polónia       | 7.09  | =               |
| Medalha de bronze | 3    | Daryll Neita        | Grã-Bretanha  | 7.12  |                 |
| 4                 | 5    | Rani Rosius         | Bélgica       | 7.15  | Recorde pessoal |
| 5                 | 2    | Arialis Martinez    | Portugal      | 7.17  | =               |
| 6                 | 8    | Delphine Nkansa     | Bélgica       | 7.19  | Recorde pessoal |
| 7                 | 7    | Alexandra Burghardt | Alemanha      | 7.24  |                 |
| 8                 | 1    | Jaël Bestué         | Espanha       | 7.28  |                 |

Legenda
| Recorde mundial       | Recorde mundial (World record)               |                       | Recorde africano                      | Recorde africano (African) |                                           | Q | Classificado por posição (Qualified) |
| Recorde do campeonato | Recorde do campeonato (Championship record)  | Recorde da América    | Recorde da América (Americas)         | q                          | Classificado por melhor tempo (Qualified) |   |                                      |
| Melhor marca do ano   | Melhor marca do ano (World leading)          | Recorde asiático      | Recorde asiático (Asian)              | DNS                        | Não largou (Did not start)                |   |                                      |
| Recorde nacional      | Recorde nacional (National record)           | Recorde europeu       | Recorde europeu (European)            | DNF                        | Não terminou (Did not finish)             |   |                                      |
| Recorde pessoal       | Recorde pessoal do atleta (Personal best)    | Recorde da Oceania    | Recorde da Oceania (Oceania)          | DSQ / DQ                   | Desclassificado (Disqualified)            |   |                                      |
| Recorde da temporada  | Recorde da temporada do atleta (Season best) | Recorde sul-americano | Recorde sul-americano (South America) | NM                         | Sem marca (No mark)                       |   |                                      |